# Crux Mathematicorum
Crux Mathematicorum は、カナダ数学会から出版される数学の科学雑誌。中等教育から学部教育の問題まで幅広く扱う。現在の編集長は、Kseniya Garaschuk (Kseniya Garaschuk) である。
1975年に、カールトン-オタワ数学協会（Carleton-Ottawa Mathematics Association）の Léo Sauvéによってエウレカ（Eureka）という名で創設された。ケンブリッジ大学の同名の雑誌、エウレカとの混合を避けるため、1978年の第4巻で現在の名に改名された。1985年にカナダ数学会に引き継がれ、G.W. (Bill) Sandsが編集者に就任した。1996年には L. R. Shawyerが編集者を務めた。1997年、別の雑誌であるMathematical Mayhemと合併した。2003年にはJim Totten が、2008年にはVáclav (Vazz) Linekが編集者に就いている。
ロス・ホンスバーガーは「for interesting elementary problems, this publication is in a class by itself」（興味深い初等的な問題においては、比類ない出版物）と書いている 。この雑誌は1984年から、算額の連載を続けており、算額への関心を再興させたことでも知られる。ウェブサイトIMOmath.comでは第一巻から第四巻までの不等式に関連した問題を入手することができ、Crux Mathematicorumを「the best problem solving journal all over the world」（世界で至上の問題解決雑誌）と呼んでいる。2019年1月から、Intact Foundationの協力によって無料オンラインの出版物になった。